# Astenosféra

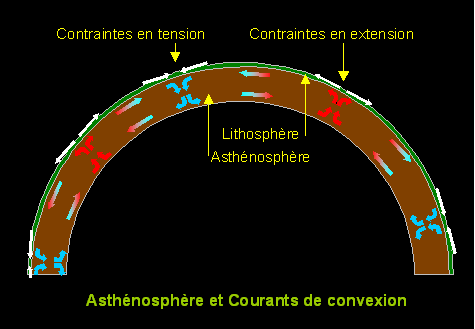
Litosféra plovoucí na astenosféře

Astenosféra je plastický obal Země, který umožňuje pohyb litosférických desek. Bez existence astenosféry by se desky nemohly pohybovat, a tak by nebyla možná obnova zemské kůry. Název pochází z řeckého slova asthenos – slabý, či bez síly. Někdy se tedy hovoří o oslabené vrstvě Země.
Astenosféra se nachází ve svrchním plášti pod litosférou mezi 80. a 220. kilometrem (jiné zdroje uvádí 100 až 200 kilometrů). Na základě vyhodnocení šíření P-vln a S-vln bylo zjištěno, že se nejspíše bude jednat o částečně natavené horniny. Vrstva má tendenci výrazně snižovat rychlosti seismických vln. Má o trochu větší hustotu než litosférické desky, hustota je odhadována na 3,6 g·cm−3. Oproti litosféře má ale sníženou viskozitu. Teplota astenosféry je odhadována na 1400 °C.
Astenosféra je udržována v polotekutém stavu vlivem rostoucího tlaku a teploty, která umožňuje existenci roztavených hornin (magmatu), po kterých kloužou litosférické desky rychlostí několika cm/rok.
Astenosféra podléhá deformacím, které způsobuje litosférické zatížení nadložních vrstev. Následkem toho je jiná pozice astenosféry pod oceány, kde je kůra slabá (pouze několik kilometrů), a pod horskými masívy, kde je astenosféra ponořena mnohem hlouběji pod zemský povrch.
Podle geologa Barella je astenosféra tvořena peridotitovými eklogity. Její existence byla předpovězena roku 1926, ale definitivně potvrzena na základě vyhodnocení Velkého chilského zemětřesení 22. května 1960.